# Odprto prvenstvo ZDA 1983
Odprto prvenstvo ZDA 1983 je teniški turnir za Grand Slam, ki je med 30. avgustom in 11. septembrom 1983 potekal v New Yorku.

## Moški posamično
Jimmy Connors :  Ivan Lendl, 6–3, 6–7(2–7), 7–5, 6–0

## Ženske posamično
Martina Navratilova :  Chris Evert, 6–1, 6–3

## Moške dvojice
Peter Fleming /  John McEnroe :  Fritz Buehning /  Van Winitsky, 6–3, 6–4, 6–2

## Ženske  dvojice
Martina Navratilova /  Pam Shriver :  Rosalyn Fairbank /  Candy Reynolds, 6–7(4–7), 6–1, 6–3 

## Mešane dvojice
Elizabeth Sayers /  John Fitzgerald :  Barbara Potter /  Ferdi Taygan, 3–6, 6–3, 6–4